# 劉晉亨
劉晉亨（1988年4月25日—)，筆名瑞典劉先生，為旅居瑞典的作家與Podcast主持人，客家裔，出生臺灣高雄市，臺灣藝術大學廣播電視學系畢業，瑞典斯德哥尔摩大学媒體研究碩士，目前在瑞典任職於联合国儿童基金会，曾擔任過瑞典臺灣商會青商會長，並參與僑務相關活動，為中華民國僑委會的僑務促進委員之一。過去曾接待過訪問瑞典的外國政要與皇室成員。。
2023年獲選為「中華民國海外十大傑出青年」由時任中華民國總統蔡英文頒發證書。2022年，協助舉辦香港紀錄片《時代革命》在北歐的公開放映，亦參與瑞典斯德哥爾摩驕傲遊行的臺灣代表團籌組。
2023年，時報文化出版其著作，內容涵蓋在瑞典生活的文化與社會觀察，亦曾於臺灣媒體撰寫評論文章。

## 生平
劉晉亨出生且成長於高雄，父親家族是來自於美濃的客家人，大學就讀於臺灣藝術大學的廣播電視學系，2008年曾在第一屆的全國校園主播競賽當中獲得第三名，在校期間擔任校園媒體大觀報的副總編輯以及校園電臺台藝之聲的新聞組長。自海軍陸戰隊退伍後，劉晉亨前往瑞典攻讀碩士，自2017年起在臉書上以「瑞典劉先生」為筆名探討瑞典的價值觀與社會文化議題。劉晉亨曾擔任瑞典Norrsken基金會的育成中心經理與代理總經理等職位。自2023年起任職於聯合國兒童基金會。

## 著作
- 《斯德哥爾摩宜居指引》（2023年）[20]

## 外部連結
- 劉晉亨的Facebook專頁